# Фредерик Уэнтворт
Капитан Фредерик Уэнтворт (англ. Frederick Wentworth) — литературный персонаж, главный герой последнего романа Джейн Остин «Доводы рассудка» (англ. Persuasion). Капитан Уэнтворт не похож на главных героев других романов Остин. Он не богатый землевладелец, как Фицуильям Дарси, Джордж Найтли или полковник Брендон, и не романтический герой с проблемой самоопределения, как Эдвард Феррарс и Эдмунд Бертрам. Уэнтворт сам добился всего, что имеет. Его моральные и физические качества, а также упорный труд помогли ему добиться успеха без чьей-либо помощи.

## Жизнь
О жизни капитана Уэнтворта до 1806 года ничего неизвестно кроме того, что его родители умерли. В 1805 году он участвовал в битве при Сан-Доминго, где отличился и был произведен в капитаны, но назначение он получил не сразу. Поэтому приехал погостить у своего брата, который в то время был священником в Манкфорде. Там он 23-летний знакомится с 19-летней Энн Эллиот, средней дочерью баронета сэра Уолтера Эллиота. Молодые люди влюбляются друг в друга и вскоре обручаются. Но сэр Уолтер отказывает капитану, и Энн, ведомая советами крестной, разрывает помолвку. Фредерик Уэнтворт уезжает из Сомерсета и вскоре получает назначение на фрегат «Змей», на котором ходит несколько лет пока тот не был признан негодным. Вскоре его переводят на «Лаконию», за несколько лет службы на которой он знакомится с капитаном Харвилом и лейтенантом Бенвиком (которого производят в капитаны по его рекомендации), а также кратко пересекается с Ричардом Мазгроувом (один из братьем Чарльза Мазгроува).
В Англию он возвращается в 1814 году, чрезвычайно богатым для моряка человеком. Не имея собственного дома, он принимает предложение сестры поселиться в Киллинче, который они с мужем, адмиралом Крофтом, сняли у сэра Уолтера. Он и Энн Эллиот снова начинают общаться в одном кругу, когда он входит в дом Чарльза Мазгроува, зятя Энн. Он не проявляет к ней никаких знаков прежнего внимания, кроме заботы о её благополучии от случая к случаю, потому что не может видеть её страданий. Кроме этого, он начинает ухаживать за сестрой Чарльза Луизой.
Капитан Уэнтворт решает навестить Харвила и Бенвика, которые жили в Лайме, всего в 20 милях от Киллинча. Вся молодежь — Чарльз и Мэри Мазгроув, Луиза и Генриетта Мазгроув и Энн Эллиот — решают поехать с ним. Там Луиза, захотев доказать капитану свою решительность, прыгнула с пирса и разбила голову. Энн Эллиот смогла сохранить самообладание и в очередной раз показала Уэнтворту свои лучшие качества. Но после её отъезда в Бат, к родственникам, которые, как он знал, и убедили её отказать ему, он понимает, что никто не сравнится с Энн. Но Мазгроувы считают его кавалером Луизы, что является для него полнейшей неожиданностью. Он понимает, что был неосторожен в своих отношениях с девушкой.
Он уезжает на несколько недель в Шропшир, где его брат получил приход. За это время Луиза обручается с капитаном Бенвиком. Уэнтворт едет в Бат в надежде, что Энн согласится принять его. Но его ждет разочарование: у Энн появился поклонник, её родственник Уильям Эллиот. Случайно услышав разговор Энн и капитана Харвила, когда Энн говорила, что у женщин есть «способность любить дольше, когда у любви уж нет надежды на счастье или возлюбленного уж нет в живых». После этого капитан Уэнтворт оставляет Энн письмо с признанием. Они встречаются на улицах Бата, и Фредерик признается Энн, что всегда её любил, только отрицал это, злясь. Помолвка была возобновлена, Фредерик Уэнтворт и Энн Эллиот поженились.

## Внешность и характер
При первом упоминании, капитан Уэнтворт описан, как «блистательный молодой человек, прекрасный собою, с высокой душой и умом». Его характер, воля и силы позволили ему добиться своего положения в жизни. Фредерик Уэнтворт легко находил друзей, располагал к себе людей приятными манерами, но не рисовался, легко распознавал глупость и не потакал ей. Однако его злость на Энн за то, что она послушалась чужих советов в сердечных делах, не позволила вовремя разглядеть вернувшиеся чувства. Но он нашел в себе силы признаться, что никогда не был непостоянен.

## Фредерик Уэнтворт в экранизациях
- 1960 — сериал BBC «Доводы рассудка», в исполнении Пола Дейнмана
- 1971 — сериал BBC «Доводы рассудка», в исполнении Брайана Маршалла
- 1995 — телевизионный фильм «Доводы рассудка», в исполнении Киарана Хайндса
- 2007 — телевизионный фильм BBC «Доводы рассудка», в исполнении Руперта Пенри Джонса
- 2022 — фильм «Доводы рассудка», в исполнении Космо Джарвиса